# 石巻郵便局
石巻郵便局
- （いしまきゆうびんきょく） - 愛知県豊橋市にある郵便局。局番号は21102。
- （いしのまきゆうびんきょく） - 宮城県石巻市にある郵便局。本記事にて記述する。

石巻郵便局（いしのまきゆうびんきょく）は宮城県石巻市南中里三丁目にある郵便局。民営化前の分類では集配普通郵便局であった。

## 概要

### 出張所（局外設置ATM）
民営化後、すべてゆうちょ銀行仙台支店が管理を行っている。移管当初は、通帳や明細に記載される番号は当局と同じ81002となっていたが、2010年初頭の店舗外拠点の取扱店番号変更に伴い、81591が表示されるようになった。
- イオン石巻ショッピングセンター内出張所（ホリデーサービス実施拠点）
- 石巻専修大学内出張所

## 沿革
- 1872年8月10日（明治5年7月7日） - 石巻郵便取扱所として開設[1]。
- 1873年（明治6年） - 石巻郵便役所となる。
- 1875年（明治8年）1月1日 - 石巻郵便局（三等）となる。翌日より為替取扱を開始。
- 1879年（明治12年） - 貯金取扱を開始。
- 1890年（明治23年）10月 - 石巻郵便電信局となる。
- 1903年（明治36年）4月1日 - 通信官署官制の施行に伴い石巻郵便局となる。
- 1949年（昭和24年）6月1日 - 逓信省が郵政省と電気通信省に分割するのに伴って、石巻郵便局と石巻電報電話局に分割[2]。
- 1978年（昭和53年）2月20日 - 石巻市中央一丁目から、同市字新西中里に局舎を新築、移転[3]。
- 1984年（昭和59年）5月14日 - 大街道簡易郵便局の廃止に伴い、取扱事務を継承。
- 1988年（昭和63年）3月31日 - 田代島郵便局の廃止に伴い、取扱事務を継承。
- 1991年（平成3年）10月1日 - 外国通貨の両替および旅行小切手の売買に関する業務取扱を開始。
- 2007年（平成19年）10月1日 - 民営化に伴い、併設された郵便事業石巻支店に一部業務を移管。
- 2012年（平成24年）10月1日 - 日本郵便株式会社発足に伴い、郵便事業石巻支店を石巻郵便局に統合。
- 2016年（平成28年）3月22日 - 鹿又郵便局から集配業務を移管。
- 2018年（平成30年）3月5日 - 河南郵便局、広淵郵便局から集配業務を移管。
- （時期不明）東日本大震災により被災し閉鎖した荻浜、大原浜の2局と、被災後移転し無集配郵便局として再開した鮎川郵便局（いずれも石巻市）の集配機能を「集配分室」化。
- 2022年（令和4年）11月7日 - 荻浜、大原浜、鮎川の3集配分室を廃止。荻浜、大原浜、鮎川の3集配分室の集配機能を、被災後移転し集配郵便局として再開した大原浜郵便局に統合[4][5]。

## 取扱内容
- 郵便、印紙、ゆうパック、内容証明
- 貯金、為替、振替、振込、国際送金、外貨両替、国債、投資信託
- 生命保険、バイク自賠責保険、自動車保険、変額年金保険
- 地方公共団体事務（石巻市ごみ処理券の販売）
- ゆうちょ銀行ATM
- 石巻市の一部（〒986-00xx、08xx、11xx、987-11xx、12xx）の集配業務
- ゆうゆう窓口

## 周辺
- 石巻合同庁舎
- ヨークベニマル石巻中里店
- 旧北上川
- 北上公園
- 新中里南公園
- 石巻市立中里小学校
- 東日本旅客鉄道
  - 石巻駅

## アクセス
- JR東日本
  - 石巻駅（■仙石線・■石巻線・■■仙石東北ライン）から徒歩約14分
- 三陸沿岸道路
  - 石巻河南ICから東へ約3km
- 駐車場あり：17台